# Куни-но-мия Така
Принц Така из линии Куни (яп. 久邇宮多嘉王  Куни-но-мия Така:,  17 августа 1875, Киото — 1 октября 1937, Киото) — представитель одной из младших ветвей японской императорской фамилии. Верховный священник (сайсю) синтоистского храма Исэ с 1909 по 1937 год.

## Биография
Принц Куни Така родился в Киото. Пятый сын принца Куни Асахико (1824—1891), отпрыска младшей императорской ветви Фусими-но-мия. Его матерью была Идзумитэи Сидзуэ, вторая дочь Идзумитэи Сингэки, священника в храме Камо в Киото.
Принц Така был сводным братом принцев Кая Кунинори, Куни Куниёси (отца императрицы Кодзюн), Насимото Моримасы, Асака-но-мия Ясухико и Хигасикуни Нарухико.
Принц Куни Така достиг совершеннолетия в то время, когда правительство императора Мэйдзи считало политически целесообразным разорвать исторические связи между буддизмом и императорским домом. Правящие олигархические круги использовали императора и императорскую семью в качестве символов национального единства. Состав императорского дома был расширен за счёт новых боковых линий, происходивших от дома Фусими-но-мия. Принц Така, в отличие от своих братьев и остальных принцев своего поколения, не прошёл комиссию в военкомате. Император Мэйдзи не разрешил ему создать новую линию императорского дома и не пожаловал ему статус пэра (кадзоку). Принц Куни Така остался в составе императорского семьи, хотя его сводный брат, принц Куни Куниёси, в 1891 году получил от императора титул Куни-но-мия. В то время как его отец и братья переехали в новую столицу, Токио, в 1892 году, принц Куни Така продолжал жить в Киото, за исключением 1895 года, когда провёл год в палате пэров.

## Брак и семья
9 марта 1907 года принц Куни Така женился на Минасэ Сидзуко (1 сентября 1884 — 27 сентября 1959), старшей дочери виконта Минасэ Тадасуки. У супругов было имели пятеро детей — две дочери и трое сыновей:
- Принцесса Хацуко (発子女王, 16 апреля 1911 — 26 июня 1915 года).
- Принц Ёсихико (賀彦王, 28 мая 1912 — 18 июня 1918 года).
- Принцесса Кунико (恭仁子, 18 мая 1917 года — 6 июля 2002), жена принца Нидзё Танэмото (1910—1985)
- Принц Иэхико (家彦王, род. 17 марта 1920), отказался от титула принца и принял титул графа Удзи в октябре 1942 года. Был женат на Кадзуко (род. 1926), третьей дочери принца Нобускэ Такацукасы
- Принц Норихико (徳彦王, 22 ноября 1922 — 7 февраля 2007), отказался от титула принца и принял титул графа Тацуда 7 июня 1943 года. Он был усыновлен Насимото Ицуко, вдовой бывшего принца Насимото-но-мия Моримаса, 28 апреля 1966 года и сменил фамилию на Насимото; последний глава дома Насимото-но-мия. В 1945 году в Токио женился на принцессе Куни Масако (род. 1926), старшей дочери принца Куни Асаакиры. В 1979 году супруги развелись.

В сентябре 1909 года из-за болезни своего старшего сводного брата принца Куни Куниёси, принц Куни Така стал исполняющим обязанности верховного священника храма Исэ. В июне 1929 года после смерти принца Куни Куниёси Куни Така занял эту должность на постоянной основе.